# Platarsite
La platarsite è un minerale appartenente al gruppo della cobaltite.